# بي جاي كارلسيمو
بي جاي كارلسيمو (بالإنجليزية: P. J. Carlesimo)‏ مواليد 30 مايو 1949 في سكرانتون، هو لاعب كرة سلة أمريكي أصبح مدرباً. يبلغ طوله 6 قدم 1 بوصة (1.9 م). فاز بثلاث نهائيات للرابطة الوطنية لكرة السلة كمدرب مساعد.

## روابط خارجية
- بي جاي كارلسيمو على موقع كلية كرة السلة في سبورتس رفرنس.كوم (الإنجليزية)
- بي جاي كارلسيمو على موقع سبورتس رفرنس (الإنجليزية)
- بي جاي كارلسيمو على موقع كلية كرة السلة في سبورتس رفرنس.كوم (الإنجليزية)